# 드라코 GTE
드라코 GTE(영어: Drako GTE)는 드라코 모터스에서 2019년부터 생산 중인 전기 럭셔리 스포츠 세단이다.

## 사양
GTE에는 각각 225 kW (306 PS; 302 hp)의 출력을 가진 4개의 전기 모터로 구성된 구동 시스템이 있다. 차량의 총 출력은 1,200 hp (895 kW; 1,217 PS), 최대 토크는8,800 N·m (6,491 lb·ft; 897 kg·m)이며 최대 속도는 332 km/h (206 mph)이다.90kWh 배터리를 사용하면 한 번 충전으로 402 킬로미터 (250 mi)를 주행할 수 있다.

## 비디오 게임에서의 등장
- 아스팔트 8: 에어본
- 아스팔트 9: 레전드